# Varda Étienne

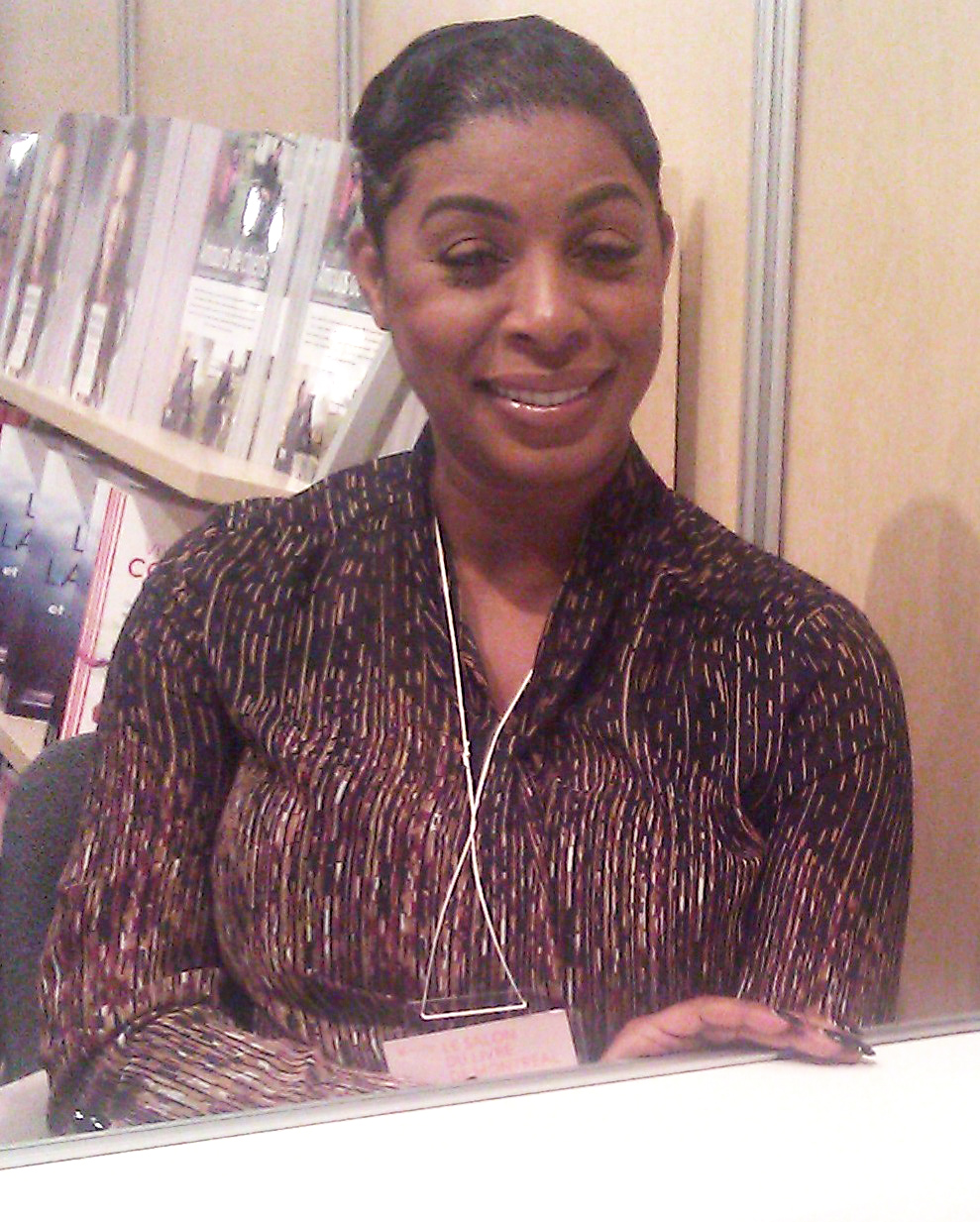
Varda Étienne au salon du livre de Montréal 2016

Varda Étienne, née Varda Camille Étienne, le 13 décembre 1972, est une animatrice culturelle, auteure et femme d'affaires québécoise.

## Biographie
Elle a commencé sa carrière en 1996 lorsqu'elle est devenue VJ à MusiquePlus, notamment comme nouvelle animatrice de l'émission Bouge de là.
Elle a coanimé avec Érick Rémy le Showbiz Chaud sur les ondes du 98,5 FM à Montréal, mais fut remerciée à la fin de la saison 2005-2006. 
Auparavant, elle a coanimé l'émission du retour à la maison avec Gilles Proulx. Elle a quitté l'émission, après que celui-ci ait fait une remarque sur les prothèses mammaires de Marie-Chantal Toupin et le manque de talent de la chanteuse.
Travaillant en 2006 sur un projet de télé-série avec Fabienne Larouche, elle collabore aussi sporadiquement avec Éric Salvail à l'émission On n'a pas toute la soirée.
Elle tient aussi une chronique à l'émission culturelle estivale « Sucré-Salé » sur les ondes de TVA depuis 2001.
Elle est aussi collaboratrice à l'émission Véronique et Les Fantastiques sur les ondes de Rouge FM depuis 2022.
Elle anime depuis 2022, l'émission Et Si C'était Toi, sur la chaîne AMI-TÉLÉ.
Elle a aussi animé la série documentaire (Vero.tv et Ici tout.tv) Les Enfants Invisibles en 2022, portant sur les enfants vivants avec un parent qui souffre avec un trouble de santé mentale.
Elle a animé la série documentaire T'es Belle Pour Une Noire (Véro tv, Ici tout.tv)qui explique le  phénomène du colorisme.
Autrice,  Elle a tout d'abord écrit Maudite folle qui décrit sa vie de tous les jours aux prises avec la bipolarité puis s'est tournée vers la fiction en publiant le premier tome de Femmes de gangsters, décrivant la vie des femmes dans le milieu du crime organisé, en avril 2011.
Elle a aussi écrit les livres Les hauts et les bas d'une famille reconstituée paru en 2013 et Ma Belle-mère chérie, paru en 2015.
En 2021, elle est de la distribution de la première saison de Big Brother Célébrités, la version québécoise de Celebrity Big Brother.